# فاكاماني ماهلامبي
فاكاماني ماهلامبي (بالإنجليزية: Phakamani Mahlambi)‏ (12 سبتمبر 1997 بجوهانسبرغ في جنوب أفريقيا - ) هو لاعب كرة قدم جنوب أفريقي في مركز الوسط. شارك مع منتخب جنوب أفريقيا تحت 23 سنة لكرة القدم. أما مع النوادي، فقد لعب مع بيدفيست ويتس.

## وصلات خارجية
- فاكاماني ماهلامبي على موقع قاعدة بيانات كرة القدم.إي يو (الإنجليزية)
- فاكاماني ماهلامبي على موقع Soccerway.com (الإنجليزية)